# Sinitta
Sinitta Raney Malone (Washington, 19 oktober 1963) is een Amerikaanse discozangeres.

## Carrière
Sinitta is bekend geworden in de jaren 1980 toen ze samenwerkte met het bekende producers-trio Stock, Aitken & Waterman. Haar grootste hits waren So Macho en Toy Boy. In 1989 coverde ze Right back where we started from van Maxine Nightingale.
Eind 2009 verscheen er een nieuw verzamelalbum getiteld "Right back where we started from".
Dit seizoen was Sinitta te zien als jurylid in de Engelse editie van X-Factor.

## Persoonlijk
Haar moeder is zangeres Miquel Brown, bekend van hits als Close to Perfection en So many men, so little time.
- Biblioteca Nacional de España: XX1112386
- Gemeinsame Normdatei: 134523334
- International Standard Name Identifier: 0000 0000 6302 4748
- Library of Congress Control Number: n91058249
- MusicBrainz: 3cd38610-cab5-4d8b-8bd8-68d76b95a461
- Virtual International Authority File: 268168129
- WorldCat: E39PBJjRTB4PWwGKcwGTFFyDbd